# Sambo alla XXVII Universiade
Le gare di sambo della XXVII Universiade si sono svolte dal 14 al 16 luglio 2013 alla Tatneft Arena di Kazan'.

## Podi

### Uomini
| Evento             | Oro               | Argento                 | Bronzo              |
| Lotta greco-romana |                   |                         |                     |
| fino a 52 kg       | Tigran Kirakosyan | Beymbet Kanjanov        | Aghasif Samadov     |
| fino a 52 kg       | Tigran Kirakosyan | Beymbet Kanjanov        | Vasilij Karaulov    |
| fino a 57 kg       | Ajmergen Atkunov  | Maral-Erdene Chimeddorj | Islam Gasumov       |
| fino a 57 kg       | Ajmergen Atkunov  | Maral-Erdene Chimeddorj | Mychajlo Ilytčuk    |
| fino a 62 kg       | Il'ja Chlybov     | Bagdat Jarylgassov      | Artur Te            |
| fino a 62 kg       | Il'ja Chlybov     | Bagdat Jarylgassov      | Artiom Nacu         |
| fino a 68 kg       | Denis Davydov     | Aljaksandr Kokša        | Emil Hasanov        |
| fino a 68 kg       | Denis Davydov     | Aljaksandr Kokša        | Martin Ivanov       |
| fino a 74 kg       | Uali Kuržev       | Kota Eto                | Alejandro Clara     |
| fino a 74 kg       | Uali Kuržev       | Kota Eto                | Nusratishokh Imonov |
| fino a 82 kg       | Sergej Kiručin    | Niko Kutsia             | Mher Karapetyan     |
| fino a 82 kg       | Sergej Kiručin    | Niko Kutsia             | Cimafej Emjal'janaŭ |
| fino a 90 kg       | Pavel Rumjancev   | Komronshoh Ustopiriyon  | Nikola Milošević    |
| fino a 90 kg       | Pavel Rumjancev   | Komronshoh Ustopiriyon  | Sukhrob Ostonayev   |
| fino a 100 kg      | Mikalaj Macko     | Peter Paltchik          | Dmitrij Eliseev     |
| fino a 100 kg      | Mikalaj Macko     | Peter Paltchik          | Mychajlo Čerkasov   |
| oltre 100 kg       | Aleksandr Kučumov | Razmik Tonoyan          | Hakob Arakaleyan    |
| oltre 100 kg       | Aleksandr Kučumov | Razmik Tonoyan          | Zilvinas Zabarskas  |

### Donne
| Evento       | Oro                  | Argento                  | Bronzo                 |
| Lotta libera |                      |                          |                        |
| fino a 48 kg | Elena Bondareva      | Olena Kunyc'ka           | Chantsaldulam Jagvaral |
| fino a 48 kg | Elena Bondareva      | Olena Kunyc'ka           | Maria Guedez           |
| fino a 52 kg | Anna Charitonova     | Inna Černjak             | Chen Fangfang          |
| fino a 52 kg | Anna Charitonova     | Inna Černjak             | Gulbadam Babamuratova  |
| fino a 56 kg | Anastasija Archipava | Laura Fournier           | Gergana Vacova         |
| fino a 56 kg | Anastasija Archipava | Laura Fournier           | Amarjargal Tumurbaatar |
| fino a 60 kg | Jana Kostenko        | Olena Sajko              | Ajar Kenbeil           |
| fino a 60 kg | Jana Kostenko        | Olena Sajko              | Polona Lampe           |
| fino a 64 kg | Alice Schlesinger    | Taccjana Tokc            | Akane Ikuta            |
| fino a 64 kg | Alice Schlesinger    | Taccjana Tokc            | Gulnar Hayytbayeva     |
| fino a 68 kg | Marina Mochnatkina   | Luïza Hajnutdinova       | Giulia Aragozzini      |
| fino a 68 kg | Marina Mochnatkina   | Luïza Hajnutdinova       | Dildaş Kuryşbaeva      |
| fino a 72 kg | Rui Takahashi        | Žanara Kusanova          | Munkhtsetseg Otgon     |
| fino a 72 kg | Rui Takahashi        | Žanara Kusanova          | Nursoltan Ashyrova     |
| fino a 80 kg | Shori Hamada         | Tereza Džurova           | Nyamtuya Nyamkhuu      |
| fino a 80 kg | Shori Hamada         | Tereza Džurova           | Irina Alekseeva        |
| oltre 80 kg  | Anastasija Kovjazina | Samantha Dacunha Kessler | Kacjaryna Kaljužnaja   |
| oltre 80 kg  | Anastasija Kovjazina | Samantha Dacunha Kessler | Haruka Murase          |

## Medagliere
| Pos.   | Paese        |    |    |    | Totale |
| ------ | ------------ | -- | -- | -- | ------ |
| 1      | Russia       | 12 | 1  | 3  | 16     |
| 2      | Bielorussia  | 2  | 2  | 2  | 6      |
| 3      | Giappone     | 2  | 1  | 2  | 5      |
| 4      | Israele      | 1  | 1  | 0  | 2      |
| 5      | Armenia      | 1  | 0  | 2  | 3      |
| 6      | Ucraina      | 0  | 5  | 2  | 7      |
| 7      | Kazakistan   | 0  | 2  | 2  | 4      |
| 8      | Mongolia     | 0  | 1  | 4  | 5      |
| 9      | Bulgaria     | 0  | 1  | 2  | 3      |
| 10     | Argentina    | 0  | 1  | 1  | 2      |
| 10     | Tagikistan   | 0  | 1  | 1  | 2      |
| 12     | Francia      | 0  | 1  | 0  | 1      |
| 12     | Georgia      | 0  | 1  | 0  | 1      |
| 14     | Azerbaigian  | 0  | 0  | 3  | 3      |
| 14     | Turkmenistan | 0  | 0  | 3  | 3      |
| 16     | Cina         | 0  | 0  | 1  | 1      |
| 16     | Italia       | 0  | 0  | 1  | 1      |
| 16     | Kirghizistan | 0  | 0  | 1  | 1      |
| 16     | Lituania     | 0  | 0  | 1  | 1      |
| 16     | Moldavia     | 0  | 0  | 1  | 1      |
| 16     | Slovenia     | 0  | 0  | 1  | 1      |
| 16     | Serbia       | 0  | 0  | 1  | 1      |
| 16     | Uzbekistan   | 0  | 0  | 1  | 1      |
| 16     | Venezuela    | 0  | 0  | 1  | 1      |
| Totale | Totale       | 18 | 18 | 36 | 72     |